# Riški mirovni sporazum
Riški mirovni sporazum ali Riški mir (rusko Рижский договор, Rižskij dogovor, poljsko Traktat ryski, belorusko Рыжскі мірны дагавор, Rižski mirni dagavor) je bil mirovni sporazum, sklenjen 18. marca 1921 med Poljsko in Sovjetsko Rusijo in v imenu Sovjetske Belorusije in Sovjetske Ukrajine. S sporazumom se je končala poljsko-sovjetska vojna. Sovjetsko-poljske meje, določene s sporazumom, so ostale nespremenjene do druge svetovne vojne. Po vojni so bile spremenjene skladno z dogovori na Teheranski, Jaltski in Potsdamski konferenci.

## Ozadje
V prvi svetovni vojni so se porušile meje predvojnih evropskih cesarstev. Po vojni, ki se je končala s porazom Nemčije in AvstroOgrske, se je Sovjetska zveza z Brestlitovskim sporazumom leta 1918 odrekla zahtevam Carske Rusije po Poljski in Poljska je po stoletju razdelitve med tremi imperiji ponovno vzpostavila svojo neodvisnost.
Ruska državljanska vojna je ponudila Poljski priložnost, da pod vodstvom Józefa Piłsudskega ponovno pridobi dele ozemlja nekdanje poljsko-litovske Republike obeh narodov, ki je bilo med delitvami Poljske in Litve  vključeno v Rusko carstvo. Leta 1920 se je vojaška ofenziva Piłsudskega na Ukrajino soočila s sovjetsko protiofenzivo na osrednjo Poljsko. Sovjeti, ki so nameravali revolucijo razširiti na zahod, so v Poljski videli kopenski most v Zahodno Evropo. Poljsko-sovjetska vojna je dosegla vrhunec v bitki pri Varšavi, v kateri so zmagali Poljaki. Nadaljnji sovjetski vojaški neuspehi so povzročili, da je bila Sovjetska Rusija pripravljena na mirovna pogajanja. Pogajati se je bila pripravljena tudi Poljska,  ki je bila zaradi vojne zelo uničena in izčrpana. Piłsudski in njegovi podporniki so mirovnemu procesu nasprotovali.

## Pogajanja
Mirovna pogajanja so se začela v Minsku 17. avgusta 1920. Zaradi poljske protiofenzive v bližini Minska so se pogajanja prekinila in  nadaljevala 21. septembra v Rigi. Sovjeti so predlagali dve rešitvi, prvo 21. septembra in drugo 28. septembra. Poljska delegacija je svojo rešitev predlagala 2. oktobra. Tri dni kasneje so sovjeti predlagali svoje amandmaje k poljskemu predlogu, ki jih je Poljska sprejela. 12. oktobra je bilo sklenjeno premirje, ki je začelo veljati  18. oktobra 1921. Glavni poljski pogajalec je bil Jan Dąbski, ruski pa Adolph Joffe. Rusija je vztrajala in dosegla, da iz pogajanj niso bili izključeni predstavniki Ukrajine.
Zaradi vojaških neuspehov Sovjetov je njihova delegacija ponudila Poljski znatne ozemeljske koncesije na spornih obmejnih območjih. Številnim opazovalcem se je kljub temu zdelo, kot da poljska stran vodi pogovore v Rigi in da Poljska izgublja vojno. V poljski delegaciji so prevladovali člani Narodnih demokratov, ki so bili politični nasprotniki Piłsudskega. Narodni demokrati niso želeli, da bi nepoljske manjšine v prerojeni poljski državi predstavljale več kot eno tretjino celotnega prebivalstva, zato so bili pripravljeni sprejeti poljsko-sovjetsko mejo precej bolj zahodno od tiste, ki so jo ponujali Sovjeti, čeprav bi na sovjetski strani meje pustili več sto tisoč etničnih Poljakov.
Odločitev je bila motivirana tudi s političnimi cilji. Baza javne podpore Narodnih demokratov je bila med Poljaki v osrednji in zahodni Poljski. Na vzhodu države in v spornih obmejnih območjih je poprevladovala podpora Piłsudskemu, na podeželju zunaj mest, pa je bilo število Ukrajincev ali Belorusov veliko večje od števila Poljakov. Meja predaleč na vzhodu bi bila torej v nasprotju ne le z ideološkim ciljem Narodnih demokratov, da zmanjšajo manjšinsko prebivalstvo Poljske, ampak tudi v nasprotju z njihovimi volilnimi možnostmi. Konec pogajanj je podpiralo tudi poljsko javno mnenje, obe strani pa sta bili pod pritiskom Društva narodov, da bi dosegli dogovor. 
Posebna parlamentarna delegacija, sestavljena iz šestih članov poljskega Sejma, je glasovala o tem, ali naj sprejme daljnosežne koncesije Sovjetov, zaradi katerih bi Minsk ostal na poljski strani meje. Pod pritiskom ideologa Narodnih demokratov Stanisława Grabskega je bilo 100 km dodatnega ozemlja zavrnjenih, kar je pomenilo zmago nacionalistične doktrine in velik poraz Piłsudskovega federalizma.
Ne glede na to so se mirovna pogajanja vlekla več mesecev, ker Sovjeti sporazuma niso bili pripravljeni podpisati. Podpis je za sovjetsko vodstvo postal bolj nujen, ko se je moralo proti koncu leta 1920 soočiti s povečanimi notranjimi nemiri, kot sta bila tambovski upor in pozneje kronštatski upor proti sovjetskim oblastem. Posledično je Vladimir Lenin sovjetskim pooblaščencem naročil, naj dokončajo mirovni sporazum s Poljsko.
Riški mirovni sporazum je bil podpisan 18. marca 1921. Sporna ozemlja v Belorusiji in Ukrajini so bila razdeljena med Poljsko in Sovjetsko zvezo in vojna se je končala.

## Določila
Sporazum je imel 26 členov. Poljska je za svoje gospodarske investicije v Rusko carstvo med delitvijo Poljske dobila odškodnino 30 milijonov rubljev v zlatu. Po 14. členu sporazuma je dobila tudi železniško opremo (lokomotive in druga tirna vozila) v vrednosti 29 milijonov zlatih rubljev. Rusija je morala Poljski vrniti vsa umetniška dela in druge poljske narodne zaklade, ki jih je zasegla na poljskih ozemljih po letu 1772. Med njimi so bile tudi jagelonske tapiserije in Załuskijeva knjižnica. Obe strani sta se odrekli zahtevam za vojno odškodnino. Mejo med državama je določal 2. člen, pravice in zahtevke s tega naslova pa 3. in 4. člen sporazuma.
3. člen: Rusija in Ukrajina se odrekata vsem pravicam in zahtevam do ozemelj  zahodno od meje, ki jo določa 2. člen tega sporazuma. Na drugi strani se Poljska v korist Ukrajine in Bele Rutenije odreka vsem pravicam in zahtevkom do ozemlja vzhodno od te meje.
4. člen: Vsaka od pogodbenic se vzajemno zavezuje, da bo na vsak način spoštovala politično suverenost druge pogodbenice, se vzdržala vmešavanja v njene notranje zadeve, zlasti pa se bo vzdržala vsakršnega agitacije, propagande ali kakršnega koli drugačnega vmešavanja in ne bo spodbujajo takšnih gibanj.
Člen 6 je določal izbiranje državljanstva za osebe na obeh straneh nove meje. 7. člen je vseboval vzajemno jamstvo, da bo vsem narodnostim dovoljen "svoboden intelektualni razvoj, uporaba njihovega nacionalnega jezika in prakticiranje vere." V sporazumu je bilo dogovorjeno, da Poljska ne bo ustanavljala federacij z Litvo, Belorusijo in Ukrajino.

## Posledice
Zavezniške  sile sprva niso bile naklonjene priznanju sporazuma, ki je bil sklenjen brez njihove udeležbe. Njihove povojne konference so kot poljsko-rusko mejo podprle Curzonovo črto, s sporazumom določena meja Poljske  pa je bila približno 250 km vzhodno od nje. Francoska podpora je privedla do njegovega priznanja s strani Združenega kraljestva, Italije in Japonske in aprila 1921 s strani Združenih držav Amerike.
Na Poljskem je sporazum že na samem začetku nalatel na kritike. Nekateri so sporazum označili za kratkoviden in trdili, da je večino tega, kar je Poljska pridobila med poljsko-sovjetsko vojno, izgubila med mirovnimi pogajanji. Józef Piłsudski, ki je v pogajanjih v Rigi sodeloval le kot opazovalec, je sklenjeni sporazum označil za "dejanje strahopetnosti", nesramen in kratkoviden politični račun, s katerim je Poljska zapustila svoje ukrajinske zaveznike. 15. maja 1921 se je med obiskom taborišča za interniranje v Kaliszu opravičil ukrajinskim vojakom. Sporazum je bistveno pripomogel k neuspehu njegovega načrta za ustanovitev federacije vzhodne Evrope od Baltika do Črnega morja  pod vodstvom Poljske, saj so bili deli ozemlja, predlagani za federacijo, odstopljeni Sovjetom.
S sporazumom ni bil zadovoljen niti Lenin, ker je prekrižal njegove načrte širitve sovjetske revojucije na zahod.
Beloruski in ukrajinski gibanji za neodvisnost sta sporazum videli kot nazadovanje. Na območjih, prepuščenih Poljski, je živelo štiri milijone Ukrajincev in več kot milijon Belorusov. Po eni od ocen so etnični Poljaki tvorili samo  15 % tamkajšnjega prebivalstva. Ukrajinska ljudska republika, ki jo je vodil Simon Petliura, je bila povezana s Poljsko z Varšavskim sporazumom, ki je bil z Riškim mirom razveljavljen. Novi sporazum je kršil tudi vojaško zavezništvo Poljske z Ukrajinsko ljudsko republiko,  ki je izrecno prepovedal sklenitav separatna miru. Vse to je poslabšalo odnose med Poljsko in Ukrajinci, ki so podpirali Petliuro. Podporniki so menili, da je Ukrajino njena poljska zaveznica izdala, kar je izkoristila Organizacija ukrajinskih nacionalistov in prispevala k naraščajočim napetostim in morebitnim protipoljskim pobojom v 30. in 40. letih prejšnjega stoletja. Do konca leta 1921 so sovjetske sile uničile večino ukrajinskih, beloruskih in beloruskih sil, naklonjenih Poljski. Njihovi ostanki so prestopili mejo s Poljsko in položili orožje.
Po besedah beloruskega zgodovinarja Andreja Ševčenka je bila nova vzhodna meja Poljske "vojaško neubranljiva in ekonomsko nevzdržna" in vir naraščajočih etničnih napetosti, saj so bile manjšine na Poljskem prevelike, da bi jih prezrli ali asimilirali, in premajhne, da bi si pridobile želeno avtonomijo.